# Bulbophyllum ambrense
Bulbophyllum ambrense là một loài phong lan thuộc chi Bulbophyllum.